# João Braga
João de Oliveira e Costa Braga (* 15. April 1945 in Lissabon) ist ein portugiesischer Fado-Sänger.

## Leben
Geboren im Alcântara-Viertel in Lissabon, sang er früh in einem lokalen Schulchor. 1957 zogen seine Eltern nach Cascais, wo er ab 1963 in Fado-Lokalen zu singen begann. 1964 zog er mit seinen Eltern zurück nach Lissabon, wo er ebenfalls in dortigen Fado-Lokalen sang. 1967 brach er sein Jurastudium ab, um sich ganz seiner Musiker-Laufbahn zu widmen. Als gelegentlicher Musikjournalist war er zudem bis heute immer wieder tätig.
1967 nahm er seine ersten Schallplatten auf, und es erschienen vier EPs in dem Jahr und sein Debüt-Album. Im gleichen Jahr trat erstmals im Fernsehen auf, in der Sendung Alerta Está der RTP. Ab 1969 wurde Luís Villas-Boas, 1948 Gründer des Jazzclubs Hot Clube de Portugal, sein Schallplattenproduzent. In dem Jahr hatte Philips Braga unter Vertrag genommen und er wurde endgültig Berufssänger.
1974 ging er, vor einer Haftandrohung fliehend, nach Madrid, wo er bis zu seiner Rückkehr 1976 lebte. Er eröffnete danach ein Fado-Lokal an der Algarve, das O Montinho in Montechoro, in der Gemeinde (Freguesia) Albufeira. 1978 schloss Braga das Lokal und ging zurück nach Lissabon, um das Fado-Lokal Páteo das Cantigas mit zu führen. Nach dessen Schließung 1982 beschränkte er sich auf Auftritte als Sänger und auf das Komponieren von Fado-Liedern (ca. 100 seither). Er trat auch international auf und sang u. a. in London, New York und Rio de Janeiro.
Seit den 1990er Jahren begann er auch mit Nachwuchs-Sängerinnen und Sängern aufzutreten und diese zu fördern, darunter Maria Ana Bobone, Mafalda Arnauth, Mariza, Cristina Branco, und Kátia Guerreiro. Er trug damit zum Aufkommen einer neuen Generation von Fadistas bei. Er gilt heute, insbesondere durch sein eigenes Werk, als Erneuerer innerhalb des traditionellen Fados.
Zu seinem 45. Bühnenjubiläum 2012 wurde ein medial beachteter Konzert-Abend mit ihm und einer Reihe von Gästen veranstaltet, darunter Maria Ana Bobone, Cuca Roseta, Rão Kyao, und sein Fado-Kollege Rodrigo.
Im portugiesischen Fernsehen ist er auch in den beliebten Fußball-Gesprächsrunden ein häufiger Gast und tritt dabei für seinen Verein Sporting Lissabon ein.

## Ehrungen
- 1990: Medalha de Mérito Cultural do Município de Lisboa (Kultur-Verdienstmedaille der Stadt Lissabon)
- 1995: Prémio Neves de Sousa da Casa da Imprensa (Pressepreis)
- 1996: Medalha de Mérito da Cruz Vermelha Portuguesa (Verdienstmedaille des Portugiesischen Roten Kreuzes)
- 1998: Prémio de Carreira da Casa da Imprensa (Pressepreis)
- 2006: Orden des Infanten Dom Henrique im Kommandeurs-Rang (Komtur)

## Diskografie
| - 1967: É Tão Bom Cantar o Fado (EP) - 1967: Tive um Barco (EP) - 1967: Sete Esperanças, Sete dias (EP) - 1967: Jardim Abandonado (EP) - 1967: A Minha Cor (LP) - 1968: Recado a Lisboa (EP) - 1969: João Braga Fados (LP) - 1969: Praia Perdida (EP) - 1970: Rua da Sombra Larga (EP) - 1970: Que Povo É Este, Que Povo? (LP) | - 1971: João Braga Canta António Calém (LP) - 1972: El Fado (LP) - 1972: Amor de Raiz (Single) - 1977: Canção Futura (LP) - 1978: Miserere (LP) - 1980: Arraial (LP) - 1982: Na Paz do Teu Amor (LP) - 1984: Do João Braga Para a Amália (LP) - 1985: Portugal/Mensagem, de Pessoa (LP) - 1987: O Pão e a Alma (LP) | - 1990: Terra de Fados (CD) - 1991: Cantigas de Mar e Mágoa (CD) - 1994: Em Nome do Fado (CD) - 1994: O Melhor dos Melhores Nr. 28 (Best-of-Serie) - 1997: Fado Fado (CD) - 2001: Dez Anos Depois (CD) - 2002: Fados Capitais (CD) - 2000: Cantar ao Fado (CD) - 2009: Fado Nosso (CD+DVD) |